# Облога Динабурга
Облога Динабурга — одна з перших подій московсько-шведської війни 1656—1658 років. 18 липня 1656 року московська армія на чолі з царем Олексієм Михайловичем взяла в облогу шведську фортецю Динабург. 31 липня під час нічного штурму, що тривав півтори години, російські війська увірвалися в місто і пішли на приступ верхнього замку, перебивши всіх захисників.
Після взяття міста Олексій Михайлович звелів звести в Динабурзі православну церкву, а місто перейменувати в Борисоглібськ.